# 콘서티나

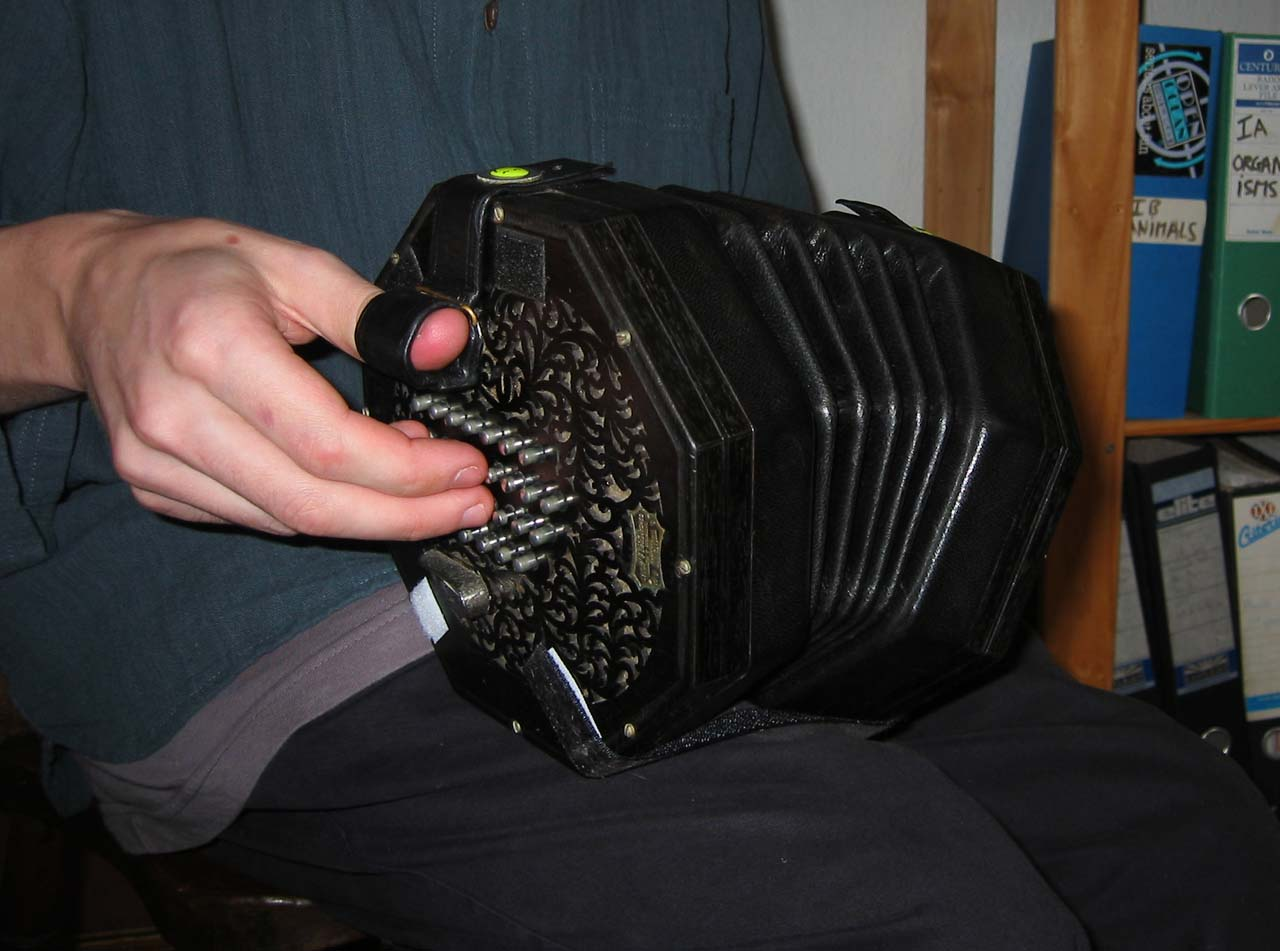
콘서티나로 연주하는 모습.

콘서티나(Concertina)는 아코디언의 일종으로 기명악기이다. 아코디언은 건반을 사용하지만, 콘서티나는 옆에 붙어 있는 여러 개의 버튼을 사용한다. 콘서티나의 구조를 보면 육각형이나 팔각형으로 만든 두 개의 판 사이에 아코디언의 것과 같은 주름 상자가 붙어 있다. 판 한 쪽에 있는 여러 개의 버튼을 눌러 높이가 다른 여러 소리를 낸다. 다른 한 쪽에는 손잡이가 달려 있기도 하다. 독일에서 널리 사용되던 악기로, 1950년대 셀틱 포크 리바이벌 이후에는 스코틀랜드와 아일랜드의 셀틱 음악에도 널리 쓰이고 있다. 더 클랜시 브라더스의 리엄 클랜시와 더 코리스의 로이 윌리엄슨이 대표적인 콘서티나 연주자이다.

## 같이 보기
- 반도네온